# Focillodes fulva
Focillodes fulva là một loài bướm đêm trong họ Noctuidae.